# 博羅韋 (哈爾科夫區)
49°54′6″N 36°21′5″E / 49.90167°N 36.35139°E
博羅韋（烏克蘭語：Борове）是位於烏克蘭東部的村莊，由哈爾科夫州哈爾科夫區的羅漢市鎮負責管轄。該村始建於1917年，面積0.17平方公里，海拔高度147米，2001年人口37，人口密度每平方公里217.7人。